# Batalla d'Àccium
La segona batalla naval d'Àccium es va produir el 2 de setembre de l'any 31 aC entre les flotes de Gai Juli Cèsar Octavià (el futur August), dirigida per Agripa, i la de Marc Antoni i la seva aliada Cleòpatra VII. Tingué lloc davant el golf d'Ambràcia, a la costa jònica de Grècia i el promontori d'Àccium. La batalla va acabar amb la victòria absoluta d'August i la fugida d'Antoni i Cleòpatra.

## Antecedents
L'esclat de les hostilitats entre els dos triumvirs esclatà l'any 31 aC a causa de la propaganda oficial d'Octavià (que presentava el seu homòleg com un dèspota oriental), unida a la negligent actuació de Marc Antoni, a més de la seva aliança amb la reina Cleòpatra d'Egipte i a la deserció i fugida dels cònsols i 300 senadors partidaris de Marc Antoni. Octavià i Agripa portaren llurs tropes a l'altre costat de l'Adriàtic, evitant que el conflicte armat arribés a Itàlia. Amb la victòria naval aconseguiren tallar les línies de subministrament de l'exèrcit d'Antoni a través del golf d'Ambràcia. A la desesperada, Marc Antoni va cercar endebades la confrontació per terra, que li hagués estat favorable, mentre s'anava produint la deserció en gran escala dels prínceps orientals que li donaven suport, d'una part de l'exèrcit (descontent i mal alimentat) i dels senadors, que tampoc no veien amb bona cara l'ascendència de Cleòpatra sobre el triumvir romà.